# Cejhae Greene
Cejhae Greene (6 oktober 1995) is een sprinter uit Antigua en Barbuda. Hij nam eenmaal deel aan de Olympische Zomerspelen.

## Biografie
In 2012 nam hij deel aan de Centraal-Amerikaanse en Caribische juniorenkampioenschappen in San Salvador. Hij won een bronzen medaille op zowel de 100 meter als de 200 meter.
In 2016 nam Greene deel aan de Olympische Spelen van 2016 in Rio de Janeiro. Hij kwam uit op zowel de 100 m als de 4 x 100 m estafette. Op beide onderdelen kon hij zich niet kwalificeren voor de finale.
Hij studeerde aan de Princess Margaret School.

## Persoonlijke records
Outdoor
| Onderdeel | Prestatie | Datum         | Plaats   |
| --------- | --------- | ------------- | -------- |
| 100 m     | 10,01     | 30 april 2016 | Athene   |
| 200 m     | 20,64     | 14 mei 2016   | Clermont |

Indoor
| Onderdeel | Prestatie | Datum            | Plaats     |
| --------- | --------- | ---------------- | ---------- |
| 60 m      | 6,64      | 19 februari 2016 | Blacksburg |

## Palmares

### 100 m
- 2011: 3e in serie WK junioren U18 - 10,94 s
- 2012:  Centraal-Amerikaanse en Caraïbische jeugdkamp. - 10,58 s
- 2012: 6e in ½ fin. WK junioren - 10,55 s
- 2014: 5e WK junioren - 10,43 s (in series: 10,27 s)
- 2016: 7e in ½ fin. OS - 10,13 s

### 200 m
- 2011: 3e in serie WK junioren U18 - 21,81 s
- 2012:  Centraal-Amerikaanse en Caraïbische jeugdkamp. - 21,14 s

### 4 x 100 m
- 2014: 6e Gemenebestspelen - 40,45 s
- 2015: DSQ Pan-Amerikaanse Spelen
- 2016: 6e in serie OS - 38,44